# Estación de Calancha
Calancha es una estación de ferrocarril situada en el municipio español de Vilches, en la provincia de Jaén, comunidad autónoma de Andalucía. En la actualidad no dispone de servicios de viajeros, aunque sus instalaciones pueden ser utilizadas como apartadero para efectuar cruces entre trenes.

## Situación ferroviaria
Las instalaciones se encuentran situadas en el punto kilométrico 285,5 de la línea férrea de ancho ibérico Alcázar de San Juan-Cádiz, a 471 metros de altitud sobre el nivel del mar, entre las estaciones de Santa Elena y Vilches. El tramo es de vía única y está electrificado.

## Historia
La estación fue abierta al tráfico el 8 de julio de 1866 con la puesta en marcha del tramo Venta de Cárdenas-Vilches de la línea que pretendía unir Manzanares con Córdoba. La obtención de la concesión de dicha línea por parte de la compañía MZA fue de gran importancia para ella, dado que permitía su expansión hacia el sur tras lograr enlazar con Madrid los otros dos destinos que hacían honor a su nombre (Zaragoza y Alicante). Históricamente, Calancha desempeñó las funciones de apartadero de material. En 1941, tras la nacionalización de los ferrocarriles de ancho ibérico, las instalaciones pasaron a formar parte de la recién creada RENFE. Con el paso de los años en torno a la estación se fue formando un núcleo poblacional, dependiente del municipio de Vilches, que para 1950 tenía un censo de 39 habitantes. Desde enero de 2005 Renfe Operadora explota la línea mientras que Adif es la titular de las instalaciones ferroviarias.